# Fomins & Kleins
De rockband Fomins & Kleins werd eind 2002 opgericht.
Ivo Fomins en Tomass Kleins waren al gerespecteerde rockmuzikanten. Ze komen allebei uit de havenstad Liepāja. 
Het duo werkte al samen ten tijde van de Sovjet-Unie in de groep Saldās sejas, samen met andere gevestigde waarden Zigfrīds Muktupāvels en Guntars Račs. Deze laatste schrijft nu nog de teksten voor de liedjes.
Ivo nam in 1989 deel aan een talentenwedstrijd waar hij derde werd. Zijn oudere broer Igo is een zeer bekende zanger in Letland en speelt in de populaire band Remix. 
Tomass speelde in verschillende populaire bands. In 2002 tekenden ze een platencontract bij Mikrofona Ieraksti, de Baltische vertegenwoordiger van EMI. In 2003 hadden ze een radiohit met hun eerste single Sniegs en ook hun volgende single werd een succes.
Ook nog in 2003 werden ze 4de op de Baltic Song Contest in Zweden. Hun eerste album was Muzikants, het lied met de gelijknamige titel deed mee aan Eirodziesma, de Letse voorronde voor het Eurovisiesongfestival, het was het enige liedje in het Lets gezongen en werd knap 2de, daarna was het een grote hit.
Een jaar later deden ze opnieuw mee en ook toen zongen ze het enige Letse liedje, Dziesmas par laimi, dit keer wonnen ze wel en voor de eerste keer zou het Lets op het Songfestival weerklinken. Ze namen het lied op in verschillende talen voornamelijk Oost-Europees, maar ook een Nederlandse versie kwam uit de bus; Aap uit de mouw. Ze werden uiteindelijk 17de in de halve finale van het  Eurovisiesongfestival 2004.
De groep geeft regelmatig concerten voor een vol huis. Het duo wordt bijgestaan door basgitarist Egils Mežs, drummer Valery Inutin en keyboardspeler Jānis Lūsēns Jr.

## Discografie
- "Muzikants" (Musician) - 2003
- "Dzimis Latvijā" (Born in Latvia) - 2004

## Radio singles
- "Sniegs" (Snow) - 2002
- "Solījums" (Promise) - 2003
- "Muzikants" (Musician) - 2003
- "Kur esi tu" (Where are You) - 2003
- "Tālu prom" (Far Away) - 2003
- "Man vairs nav vienalga" (I No Longer Am Indifferent) - 2004
- "Aizejošās dienas" (Departing Days) - 2004
- "Nekas" (Nothing) - 2004
- "Dziesma par laimi" (Song of Happiness) - 2004

## Video's
- "Solījums" (Promise) - 2003
- "Tālu prom" (Far Away) - 2003
- "Dziesma par laimi" (Song of Happiness) - 2004

2000: Brainstorm · 
2001: Arnis Mednis · 
2002: Marie N · 
2003: F.L.Y. · 
2004: Fomins & Kleins · 
2005: Valters & Kaža · 
2006: Cosmos · 
2007: Bonaparti.lv · 
2008: Pirates of the Sea · 
2009: Intars Busulis · 
2010: Aisha · 
2011: Musiqq · 
2012: Anmary · 
2013: PeR · 
2014: Aarzemnieki · 
2015: Aminata Savadogo · 
2016: Justs · 
2017: Triana Park · 
2018: Laura Rizzotto · 
2019: Carousel · 
2021: Samanta Tīna · 
2022: Citi Zēni · 
2023: Sudden Lights · 
2024: Dons · 
2025: Tautumeitas